# Brauereigeschichte der Stadt Zürich
Die Brauereigeschichte der Stadt Zürich umfasst die Geschichte der Brautätigkeit auf dem Areal der heutigen Stadt Zürich und damit auch den früheren angrenzenden eigenständigen Gemeinden. Die Brautätigkeit ist erst seit dem 18. Jahrhundert historisch dokumentiert. Im 19. Jahrhundert brauten viele gewerbliche Kleinbrauereien, häufig mit angeschlossener Wirtsstätte, eigene Biere. Das Ende des 19. Jahrhunderts stellt den Übergang zwischen gewerblicher zu industrieller Brauereitätigkeit dar. Aus dieser Zeit stammen die Grossbrauereien Löwenbräu und Hürlimann. In den 1980er und 1990er Jahren verschwanden durch Konsolidierungen diese beiden grossen Brauereien. Heute wird auf dem Standort der Stadt Zürich nur noch in den Kleinbrauereien Turbinenbräu und Hirnibräu, sowie in den Hausbrauereien der Restaurants Steinfels (Industriequartier) und Linde (Oberstrass) Bier gebraut.

## Brautätigkeit in Zürich vor 1800
Historisch belegt über die Bierbrauereitätigkeit von der Gründungszeit von Zürich bis ins 19. Jahrhundert ist so gut wie nichts. Es darf aber angenommen werden, dass das frühmittelalterliche Zürich ebenfalls einen Braumeister hatte, denn dieser gehörte wie andere Handwerksberufe zu den Standardberufen einer Stadt dieser Grösse. Ob das Fraumünsterkloster eine eigene Brauerei besass, ist nicht bekannt. Da die Pilger zu Felix und Regula in der Stadt eine grosse Auswahl an Wirtshäusern vorfanden, mussten sie nicht vom Kloster versorgt werden. Im Hochmittelalter wurde vermutlich in Zürich kein Bier gebraut. Die ersten Hinweise auf mögliche Brauereitätigkeit belaufen sich erst auf das 17. und 18. Jahrhundert. Im 17. Jahrhundert gab es zwei Personen, die möglicherweise in der Stadt Zürich brauten. Sie könnten aber auch nur selbst gebrautes Bier, welches sie ausserhalb der Stadt brauten, in der Stadt verkauft haben. Ein Bürger mit Nachnamen «Zeller» (1652–1717) wohnte seit 1671 im «Bierhaus», wo er auch eine Färberei betrieb. Möglicherweise braute er dort auch Bier. Ebenso verkaufte ein Hauptmann «Freitag» zur selben Zeit selbstgebrautes Bier. Ein Johann Conrad Ziegler warb im zürcherischen Wochenblatt vom 6. Februar 1809 für sein Lagerbier. Er braute aber ausserhalb Zürichs und verkaufte es über ein Depot in der Stadt.
Die Qualität dieses Biers war sehr wahrscheinlich nicht sehr hoch. Damals brauchte es fürs Bierbrauen nur ein Behältnis, beispielsweise einen Waschkessel, mit einer Filterschicht, beispielsweise aus Stroh, um aus gebrochenem Malz einen Auszug (Würze) herzustellen, den man in einem weiteren Behältnis vergären liess. Das Ganze füllte man schliesslich in Fässer. Solche Hausbrauereien für Weissbier existierten in Süddeutschland auf vielen Bauernhöfen.
Da es an historischen Quellen mangelt, ist die Frage, ob und wie viele Brauereien es in Zürich gab, nur sehr schwer zu beantworten. Bier war im Gegensatz zu Wein ein Luxusgut. Wein war um die Hälfte billiger. Deshalb wurde auf das seltenere Bier keine spezielle Steuer behoben und so findet sich nichts in den städtischen Rechnungsbüchern. Das «Bierhaus» gehörte zum Komplex des Fronfastenhauses und «Bierhaus» nannte man zur damaligen Zeit eine Brauerei. Die Vermutung liegt also nahe, dass kleinere Brauereien existiert haben. Das Statistische Jahrbuch der Stadt Zürich aus dem Jahr 1891 gibt als erste Brauereigründung das Jahr 1779 an. Es ist aber nicht mehr möglich festzustellen, welche Brauerei das war.

## Gewerbliche Brauereien im 19. Jahrhundert

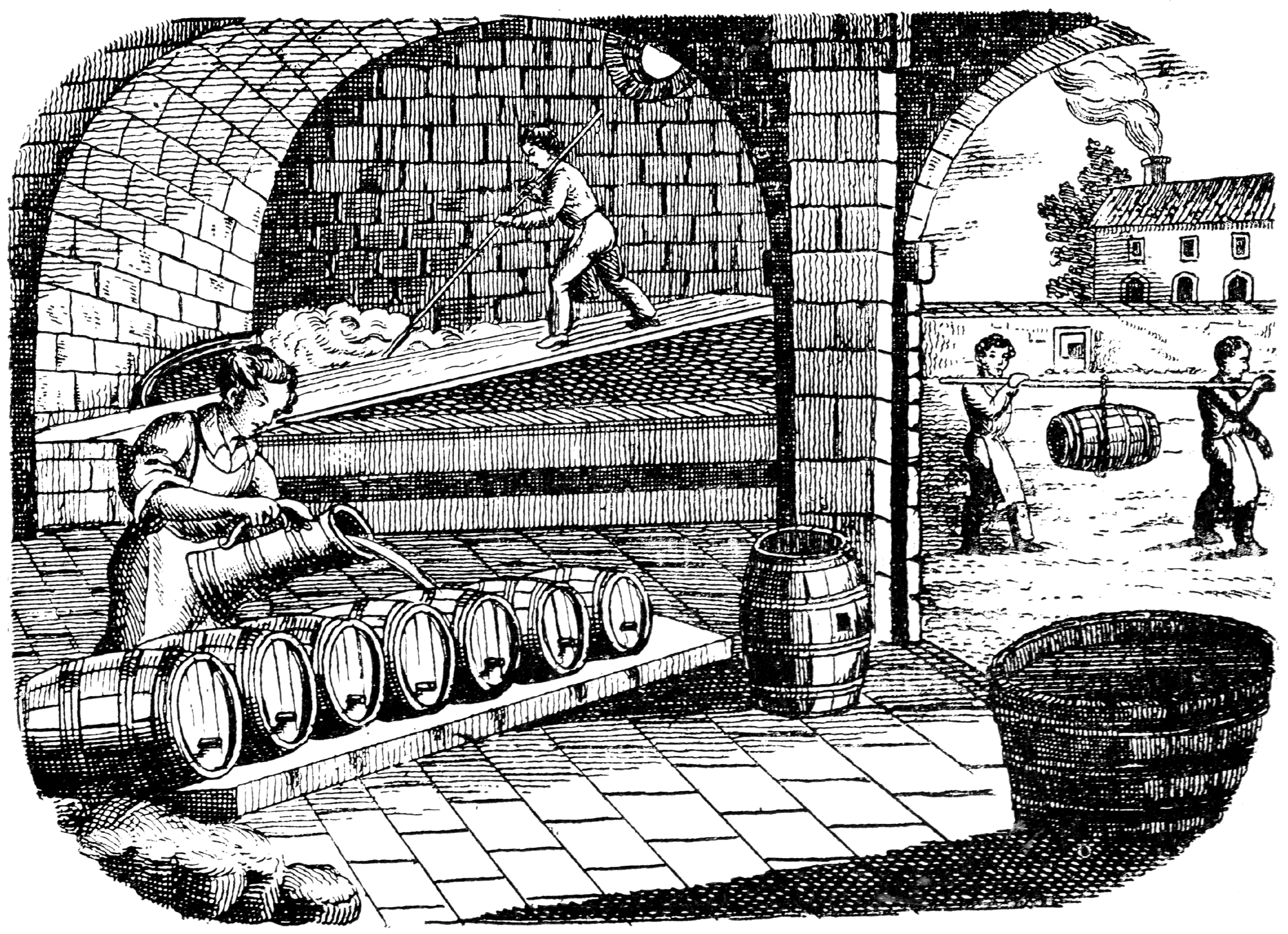
Gewerbliche Brauereien im 19. Jahrhundert. Holzstich von 1832.

Die ersten gewerblichen Brauereien im Kanton entwickelten sich aus Zusammenschlüssen von Hausbrauereien oder sie gingen aus Klosterbrauereien oder Brauereien an Fürstenhöfen hervor. Im Gegensatz zu Deutschland gab es in der Schweiz nie eine Brauerzunft. In Basel waren die Brauer der Rebleutezunft angeschlossen. Am Ende des 18. Jahrhunderts war die Alte Eidgenossenschaft zu Ende und die Helvetische Republik wurde ausgerufen. Das Zunftwesen verschwand und ermöglichte so jedem die freie Ausübung der Brauereitätigkeit. Dadurch entstanden in der Stadt Zürich die ersten gewerblichen Brauereien.
Das 19. Jahrhundert war geprägt von vielen Gründungen gewerblicher Brauereien mit häufig angeschlossenen Mälzereien. In der Stadt Zürich wurde die Gründung der «Brauerei zum Strohhof» auf dem Areal der heutigen Altstadt im Jahr 1801 angenommen. Zwei Jahre später wurde die «Brauerei Horber» in Oberstrass in Betrieb genommen. 21 Jahre später wurde 1824 bei Fluntern die «Brauerei auf der Platte» eröffnet und ein Jahr später die «Gambrinus-Brauerei» («Brauerei zum Riedtli») in Unterstrass. 1836 wuchs die Anzahl der Brauereien mit der «Brauerei Seiler» in Oberstrass und der «Brauerei zur Sonne» in Altstetten. 1843 kamen zwei weitere Brauereien dazu, die «Brauerei Schanzenberg» in Oberstrass und die «Brauerei Drahtschmidli» in Unterstrass. 1851 wurde die Brauerei zum «Weissen Wind» in der Altstadt, 1864 die «Bavaria-Brauerei» in Aussersihl und 1865 die «Brauerei Schneider» in Albisrieden in Betrieb genommen. 1866 wurde die Brauerei Schneider wieder geschlossen. Auch Winterthur erlebte in der ersten Hälfte des 19. Jahrhunderts eine gleichartige Welle von Brauereigründungen.

## Eine Auswahl der Brauereien des 19. Jahrhunderts

### Brauerei zum Strohhof
Die «Brauerei zum Strohhof» wurde vom Brauer Jakob Meyer von Bäretswil betrieben. Die Liegenschaft erscheint das erste Mal am 3. März 1801 im Schuldprotokoll der Stadt Zürich. Jakob Meyer betrieb die Brauerei bis zu seinem Tod im Jahr 1819. Sein Bruder Friedrich erbte das Anwesen und verpachtete es Herrn Edinger, der am 27. Januar 1820 im «Zürcherischen Wochenblatt» in einem Inserat bekannt gab, dass er die Brauerei übernommen habe. 1823 starb Friedrich Meyer und so verkaufte seine Witwe die Liegenschaft am 2. Dezember 1823 an den Weinschenk Rudolf Zolliker. Dieser baute 1828 beim Anwesen das Nebengebäude aus. Im Anwesen waren ein Malzkeller, ein Bierkeller und ein Stall untergebracht. 1843 erwarb Rudolf Zolliker in Altstetten ein Anwesen und richtete dort eine weitere Brauerei («Brauerei zur Sonne») ein. 1843 oder 1844 vermachte Rudolf Zolliker die «Brauerei zum Strohhof» seinem Schwiegersohn, dem Bierbrauer Heinrich Hotz. Die Brauerei bestand 1854 aus einer Malzdörre, einem Brunnenhaus, einem kleinen und einem grossen Keller. Das Geschäft lief aber nicht besonders gut unter Bierbrauer Hotz. Er verlangte die Streichung der Firma aus dem Ragionenbuch bereits am 31. Dezember 1857, mit der Begründung, dass er der noch einzige sei, der sein Bier konsumiere. Wann die Bierproduktion in der «Brauerei zum Strohhof» ganz eingestellt wurde, ist nicht eruierbar. Die Liegenschaft fiel 1872 in den Besitz von J. Casp. Burkhard und 1879 in den Besitz der Stadt Zürich.

### Brauerei Horber

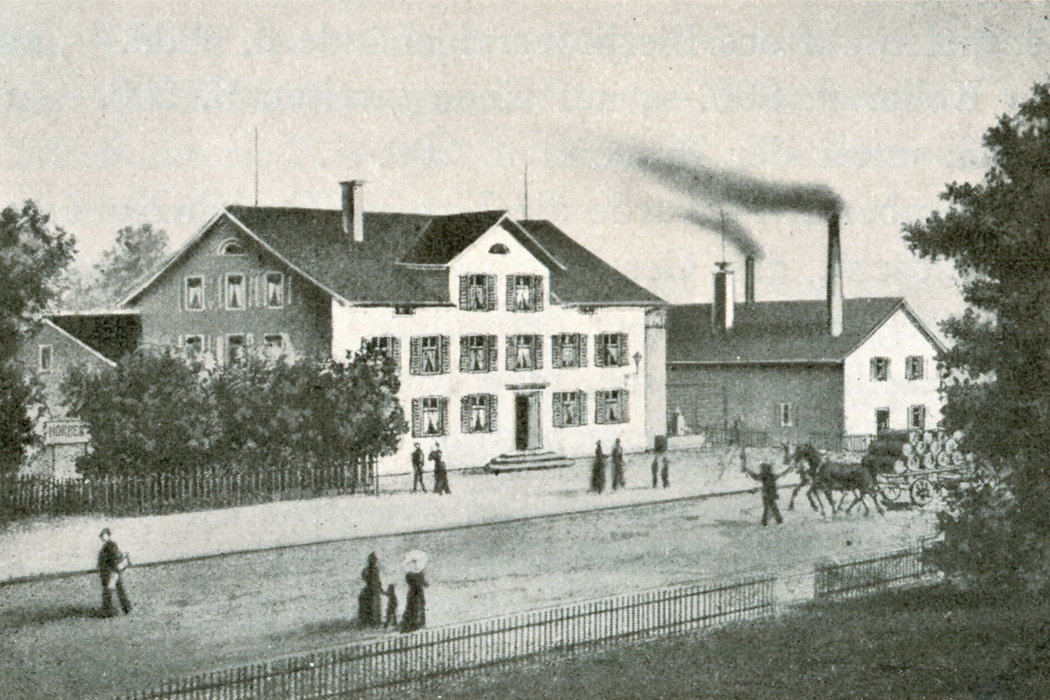
Die «Brauerei Horber»

Johann Conrad Ziegler gründete 1800 mit seinem Schwager Salomon Sulzer eine Brauerei in Winterthur. Diese war offenbar wenig erfolgreich und so versuchte er es in der damaligen eigenständigen Gemeinde Obertrass nahe Zürich. Er erwarb am 4. Juni 1803 eine umfangreiche Liegenschaft, die Wohnungen, ein Waschhaus, einen Schopf, ein Stall, einen Kelter, einen Brunnen, einen Kräuter- und einen Baumgarten, sowie einige Äcker und Wiesen beinhaltete. Er verpfändete dabei sämtliche beweglichen und unbeweglichen Objekte der Liegenschaft, die für eine Brauerei benötigt wurden, an seinen Schwager. Der Schwager konnte im Winter 1803/1804 die Brauerei «zur Linde» in Betrieb nehmen. Die Brauerei schien in den folgenden zwei Jahrzehnten sehr erfolgreich gewesen zu sein und Johann Conrad Ziegler warb öfters im «Zürcherischen Wochenblatt» für sein Bier. 1823 wurde die Liegenschaft umgebaut. Am 28. September 1839 verkaufte er einen Teil der Liegenschaft (eine doppelte Behausung, das Tavernengebäude «zur Linde», das Metzgereigebäude, die Scheune, einen Stall, einen Wagenschopf und zusätzliches Land) an den einen Sohn, dem Major J. Kaspar Ziegler. Vier Jahre später am 23. November 1842 verkaufte er dem anderen Sohn Daniel Ziegler, der Küfer war, das Wohngebäude, das Trotthaus, das Bierbrauerei- und Branntweinbrennergebäude, sowie einen Stall und einen Schopf und ebenfalls zusätzlich Land. Sein Sohn war im Bierbrauereigeschäft aber nicht erfolgreich und musste bereits zweieinhalb Jahre später Konkurs anmelden. Der Vater übernahm in der Folge wieder das Brauereigeschäft. Am 9. und 18. August 1845 verkaufte der Vater schliesslich die Brauerei einem Kaspar Horber, der Küfer und Bierbrauer war und eine Essigsiederei am Rennweg betrieb. Kaspar Horber nannte die Brauerei in «Brauerei Horber» um. 1847 brannte die Scheune und der Stall ab. In den Jahren 1863/1864 wurde einiges Zusätzliches gebaut. 1882 änderte man das Brauverfahren modernisiert. Das Bier der Brauerei genoss einen guten Ruf und so konnte er das Geschäft bis 1879 erfolgreich betreiben. Er vermachte es am 25. August 1879 seinem Sohn Kaspar Horber-Ottiker, der das Geschäft bis 1897 ebenfalls erfolgreich weiterführte. Der Sohn starb 1897 an einem Herzschlag. Seine Erben verkauften das Geschäft an die damalige «Aktien-Brauerei» und spätere «Löwenbräu» im Jahr 1898. Die «Aktien-Brauerei» legte schliesslich die «Brauerei Horber» sofort still und veräusserte noch die zu damaliger Zeit veraltete Brauereieinrichtung. Die Räumlichkeiten der Brauerei wurden zu einem Holz- und Kohlemagazin umgenutzt.

### Brauerei auf der Platte
1812 erwarb Heinrich Notz eine Scheune in Fluntern und liess diese 12 Jahre später zu einer Bierbrauerei ausbauen. 1832 und 1833 wurde die Brauerei erheblich vergrössert und bestand schliesslich aus einem Bierbrauereigebäude mit drei gewölbten Kellern. Im Dezember 1844 ging das Geschäft an Johann Konrad Rütschi über, der das gebraute Bier fast ausschliesslich in seinem eigenen Wirtschaftslokal verkaufte. Da er nicht mehr so viel Bier verkaufte und so nicht mehr der damaligen «Handels-Classensteuer» unterworfen war, liess er sich am 1. März 1859 aus dem Ragionenbuch streichen. Das Geschäft wechselte bald danach den Besitzer und die Bierherstellung wurde eingestellt. In den folgenden Jahren wechselte die Liegenschaft häufig den Besitzer, bis sie 1901 schliesslich in den Besitz der «Salmenbrauerei Rheinfelden» überging. Sie benutzte das Gebäude für ein Bierdepot.

### Gambrinus-Brauerei

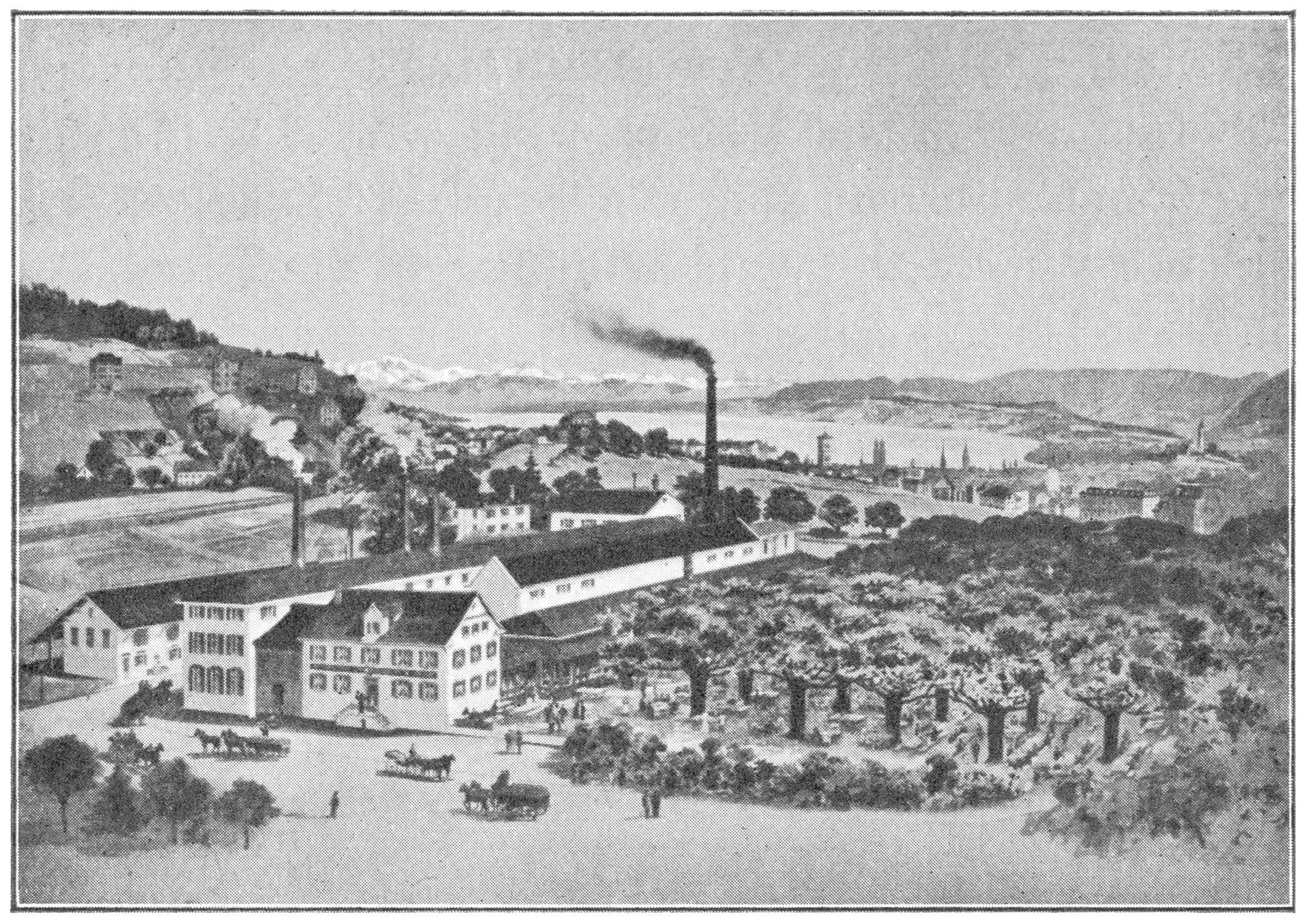
«Gambrinus-Brauerei» in Unterstrass. Hinten sieht man das Panorama mit dem alten Zürich am Zürichsee.

1825 kaufte der Bierbrauer Melchior Erdinger eine Liegenschaft an der Kinkelstrasse, um in einem Nebengebäude eine Brauerei («Brauerei Riedtli») einzurichten. Die Brauerei bestand aus einem Brauhaus, einem Malzkeller, einem gewölbten Bierkeller unter einem Zwischengebäude mit Werkstatt und einem Hopfenschopf. Zur Liegenschaft gehörte noch ein Wohnhaus. Ebenso verkaufte er noch Wein und Liqueurs. Er betrieb die Brauerei bis zu seinem Ableben im Jahr 1836. Seine Frau betrieb die Brauerei weiter, bis sie sie am 20. November 1837 an Wilhelm Reiser aus Regensburg verpachten konnte, der später 1842 die «Brauerei zum Drahtschmidli» erwarb. Kaspar Horber, der wenig später auch die «Brauerei zur Linde» in Oberstrass (später «Brauerei Horber» genannt) übernahm, sowie Hans Konrad Kern von Berlingen pachteten die «Brauerei Riedtli» und betrieben sie unter dem Firmennamen «Horber & Kern». Die Partnerschaft hielt nicht mal ein Jahr und an die Stelle des zurückgetretenen Hans Konrad Kern kam ein Matthias Schulthess. Die Firma hiess ab dann «Horber & Schulthess». 1848 wurde das Pachtverhältnis aufgelöst und Melchior Erdinger, der ein Sohn des Gründers war, betrieb die Brauerei bis in den Herbst 1851. Dann kaufte sie Gottfried Hauser-Reutlinger von Wädenswil.
1862 erwarb die Brauerei ein Meinrad Herzog, der in Höggenschwyl bei Waldshut geboren wurde und später mit seinem Schwager Martin Haller nach Zürich flüchten musste. Der Schwager übernahm 1856 ebenfalls eine Brauerei («Brauerei zum Drahtschmidli»). Meinrad Herzog baute die Brauerei aus und konnte den Absatz steigern. Am 14. April 1875 brach Feuer in der Brauerei aus. Trotz des Brandes und Finanzierungsproblemen wurde bis 1877 die Brauerei stets ausgebaut. Die Brauerei bestand schliesslich aus dem Brauhaus, einer Kegelbahn, einer «Fass-Remise», einem Holzschopf, einer Scheune und einem Stall, einem Zwischengebäude mit der Werkstatt, einem Malzkeller, einem Gärkeller sowie fünf Lagerkeller. Ebenso gehörte eine Dampfmaschine zur Ausstattung der Brauerei. 1878 brannte das Zwischengebäude mit der Werkstatt ab. 1882 starb der Besitzer Meinrad Herzog in hohem Alter. Im Höhepunkt der Produktion konnten er etwa 2500 bis 3000 Hektoliter Bier pro Jahr abgesetzt haben. Die Söhne von Meinrad Herzog konnten die Brauerei nicht übernehmen und so wechselte sie 1885 an Hermann Kleiner und später «Gebrüder Kleiner». Das Geschäft war aber nicht erfolgreich und sie verloren so viele Kunden, dass das Geschäft im Jahr 1888 eingestellt werden musste. Die Liegenschaft wurde von einer Frau Hottinger-Rinderknecht übernommen. Irgendwann zwischen 1888 und 1898 war die Brauerei im Besitz eines Fassfabrikanten Goebel aus Biberach.
Die Brauerei ging 1898 an Waldemar Kramm über, der vorher mit einem Hermann Dietsche die Löwenbrauerei in Waldshut betrieben hatte. Kramm nannte die Brauerei in «Gambrinus-Brauerei» um. Er stattete die Brauerei mit einer Kühlanlage aus und einer Anlage, die das Bier ohne Lagerung früher verkaufsfertig machen sollte. Der Absatz an Bier betrug unter Waldemar Kramm etwa 6000 bis 7000 Hektoliter Bier pro Jahr. Waldemar Kramm konnte die Unterstützung des Investors Hermann Näher von Lindau i. B. gewinnen und so mit dem Hopfenhändler Bernhard Ullmann in München 1904 die Aktiengesellschaft «Vereinigte Brauereien Zürich» gründen. Diese fusionierte noch im gleichen Jahr mit der «Union-Brauerei», die 1902 aus der Brauerei «Leopold Haas» in Riesbach und der «Brauerei Nürensdorf» gegründet wurde. Waldemar Kramm wurde bis zu seiner Auswanderung in die Vereinigten Staaten Direktor der «Union-Brauerei». Die «Gambrinus-Brauerei» wurde aber bei der Fusion eingestellt und etliche Gebäude wurden abgerissen.

### Brauerei Seiler

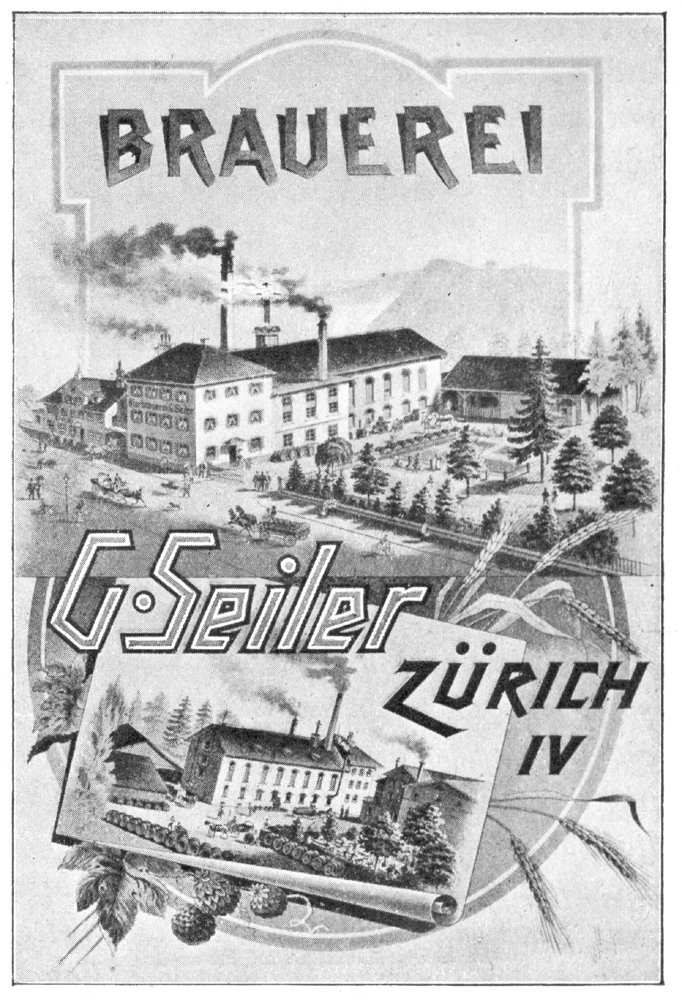
Plakat der «Brauerei Seiler»

Der Bierbrauer Gottlieb Häussler kaufte 1836 eine Scheune in Oberstrass und baute sie zu einer Brauerei um. An die Brauerei baute er noch ein Wohnhaus. 1839 verkaufte er die Liegenschaft an Franz Hoen, der die Brauerei bis 1845 weiterbetrieb. Bis 1850 wurde die Brauerei dann von Valentin Gäbhard aus Würzburg geführt. Die Liegenschaft ging 1850 an den Metzger und Wirt Heinrich Koller-Forster über, der die Brauerei 1859 an Gottlieb Seiler von Lenzburg und Fritz Forrer, beide wohnhaft in Winterthur, verpachtete. Sie betrieben das Geschäft unter dem Namen «Seiler & Forrer» und kauften die Brauerei im Jahr 1862. Obwohl Fritz Forrer 1865 starb, wurde die Brauerei unter dem gleichen Firmennamen bis 1873 weitergeführt. Schliesslich wurde Gottlieb Seiler der einzige Besitzer der Brauerei und führte in den folgenden Jahren mehrere Bauten aus und vergrösserte die Ausstattung. 1883 durfte die Brauerei als Höhepunkt etwa 5000 Hektoliter Bier abgestossen haben. Diese Zahl wurde in den folgenden Jahren vermutlich nicht mehr erreicht. 1889 ging die Brauerei in den Besitz des Sohnes Gottlieb Ernst Seiler. 1890 wurde die Mälzerei eingestellt. Der Handbetrieb wurde zuerst durch Wasserbetrieb ersetzt und später wurden wesentliche Teile der Brauerei elektrifiziert. Gottlieb Ernst Seiler zeigte sich wenig unternehmerisch erfolgreich und konnte nicht von der Vergrösserung der Einwohnerzahl in Zürich profitieren. Er verkaufte die Brauerei deshalb 1900 an den Kanton Zürich und stellte den Brauereibetrieb ein. Nach etwa einem Jahr versuchte er sich nochmals als Brauer und pachtete die Brauerei. 1903 wurde sie aber gänzlich eingestellt und Gottfried Ernst Seiler ging anderen Geschäften nach und übernahm die Vertretung der «Brauerei Uster» und der «Eberlbrauerei» in München. 1908 starb er nach einer kurzen Krankheit. Er wurde etwas über 50 Jahre alt. Das Gebäude der Brauerei wurde 1912 abgetragen und auf dem Areal wurde ein Gebäude der ETH Zürich gebaut.

### Brauerei Sonne
Rudolf Zolliker von der «Brauerei zum Strohhof» richtete 1836 bei einem Anwesen «Neugut am Letzigraben» in Altstetten mit Wohnhaus, Scheune, Stall und Waschhaus eine Brauerei ein. Im Wohnhaus wurde eine Wirtschaft betrieben und hatte unten zwei gewölbte Keller sowie einen kleineren Gärkeller. Weshalb er eine Zweitbrauerei aufbaute, ist nicht klar. Jedenfalls übergab er die «Brauerei zum Strohhof» 1843 oder 1844 an seinen Schwiegersohn Heinrich Hotz. 1849 ging auch diese Liegenschaft an seinen Schwiegersohn, der sich aber nicht um die «Brauerei Sonne» kümmern wollte und sie stilllegen liess. 1853 wurde der Gasthof und das Bierhaus an einen zweiten Schwiegersohn Andreas Rosenberger verkauft. Er betrieb die Brauerei in der ersten Hälfte der 1860er Jahre für den Bedarf der eigenen Wirtschaft etwa zwei bis drei Jahre lang. Spätestens 1863 war die Brauerei schliesslich komplett stillgelegt. Andreas Rosenberger besass die Liegenschaft weiterhin, bis sie 1893 an die Stadt Zürich verkauft wurde.

### Brauerei Schanzenberg
Die «Brauerei Schanzenberg» wurde von Joseph Anton Kern von Wangen in Württemberg gegründet. Er baute sie im Sommer 1842 an der Schönberggasse (früher «Rämistrasse») in der Nähe der Kantonsschule. Damit verursachte er gleich zu Beginn Verärgerung in der Bevölkerung. Der Anblick der Kantonsschule wurde sehr geschätzt und wurde nun mit dem Neubau verdeckt. Es hagelte Einsprachen. Die Brauerei wurde trotzdem fertiggestellt und konnte 1843 in Betrieb gehen. Im (östlichen) Flügel des Gebäudes wurden Wohnungen eingerichtet und der (östliche) Flügel diente als «Oekonomiegebäude». Im mittleren Teil des Baus wurden die Malzdarre und das Sudhaus eingerichtet und unter dem westlichen Flügel befanden sich Lagerkeller. Ebenso hatte die Brauerei Malztennen und Gärkeller. 1851 brach ein Brand aus und der westliche Flügel brannte komplett ab. Er wurde als Wohngebäude wieder aufgebaut. Am 11. August 1852 liess sich Joseph Anton Kern aus dem Handelsregister streichen. Somit war die Brauerei nur ungefähr acht Jahre lang in Betrieb.

### Brauerei zum Drahtschmidli

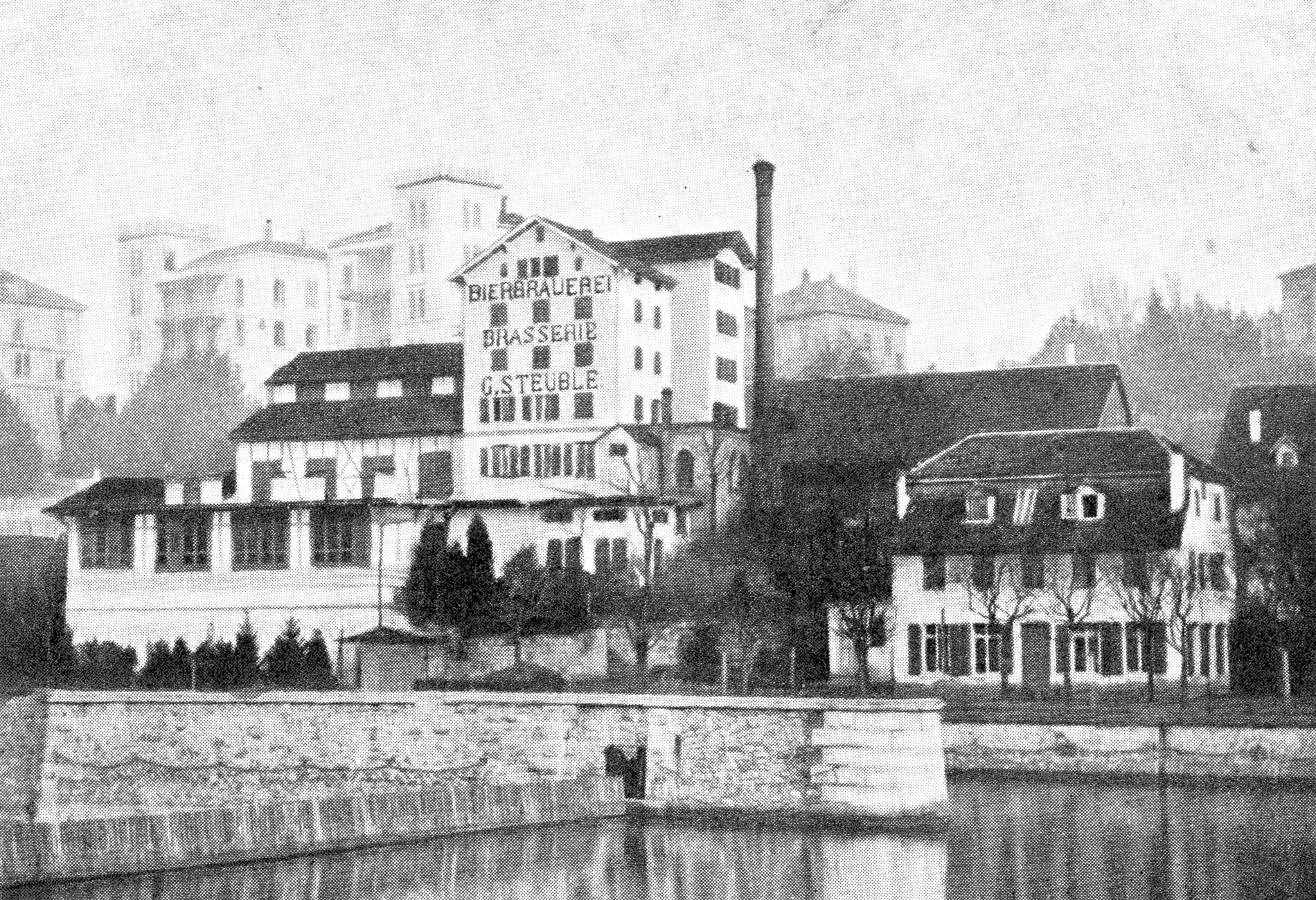
«Brauerei zum Drahtschmidli» unter Gustav Steuble zwischen 1882 und 1906

Das Drahtschmidli an der Limmat war einst ein Heilbad und wurde 1772 eröffnet. Als am 3. August 1842 das Anwesen an den Bierbrauer Wilhelm Reiser von Unterstrass überging, baute er 1843 auf dem Anwesen eine Bierbrauerei. Im Oktober 1848 ging es durch den Nachlass von Wilhelm Reiser an den Oberst Gottfried von Meiss von Teuffen über. Er verpachtete die Brauerei einem Zyprian Diem aus Vilsingen aus dem damaligen Fürstentum Sigmaringen. Er hatte mit der Brauerei wenig Erfolg und so wurde sie zwei Jahre später (1850) an Johann Karl Friedrich, ein Braumeister aus Freiburg im Breisgau verkauft. Er hat damit aber ebenfalls keinen Erfolg und musste am 10. Januar 1854 sogar Konkurs anmelden. Als Grundpfandgläubiger fiel die Brauerei wieder an Gottfried Meiss zurück und er verpachtete es an zwei Bierbrauer. Es waren dies Wilhelm Bader von Muttensweiler im Oberamt Biberach und Konrad Butscher von Kappell im Oberamt Ravensburg, die zusammen die Brauerei unter dem Firmennamen «Bader & Butscher» betrieben. Am 13. Oktober 1855 wechselte das Anweser abermals den Eigentümer und fiel in die Hände des Bierbrauers Martin Haller von Atzenweiler aus dem Grossherzogtum Baden, der 1849 als politischer Flüchtling in die Schweiz kam. Er braute im Drahtschmidli Bier bis zu seinem Tod am 8. Mai 1882. Er dürfte während seiner Geschäftstätigkeit einen Absatz von maximal 3000 bis 4000 Hektoliter erreicht haben. Die Brauerei fiel der Witwe Anna Haller geborene Kessler zu und sie verpachtete sie im November des gleichen Jahres an ihren Verwandten, den Bierbrauer Gustav Steuble aus Zürich. Er kaufte der Witwe am 20. Dezember 1887 die Brauerei ab. Sein Bruder Meinrad Steuble war in seinem Unternehmen für die Buchhaltung zuständig. Als der Lettentunnel gebaut wurde, führten Sprengungen dazu, dass sich das Bier in den Lagerkellern trübte und nicht mehr verkauft werden konnte. Ein Gericht sprach der Firma erheblichen Schadensersatz zu. Trotzdem betrieben sie die Brauerei nur noch kurze Zeit und stellten sie schliesslich ein. Die Kundschaft wurde von der «Brauerei Hürlimann» übernommen. 1906 kam das Gebäude samt Einrichtungen in den Besitz der Stadt Zürich. in den 1960er Jahren wurde aus dem Drahtschmidli ein Jugendhaus. 1984 wurde das ehemalige Drahtschmidli erweitert und in «Dynamo» umbenannt und 1988 in Betrieb genommen.

### Brauerei zum Weissen Wind
1851 baute der Küfer Rudolf Koller eine neue Brauerei ohne Mälzerei auf dem Areal «zum Weissen Wind» in Oberdorf. Er braute Bier ausschliesslich für seine Wirtschaft. 1859 wurde die Brauerei von einem Johann Ruetschi übernommen. Vermutlich handelt es sich da um den Besitzer der «Brauerei zur Platte». Er braute dort bis 1868 Bier. Die Liegenschaft ging zuerst an einen Eduard Kunkeler über und fünf Jahre später (1873) an die «Brauerei Uetliberg». Diese baute die Wirtschaft aus, legte die Brauerei aber still.

### Bavaria-Brauerei

Werbekarte für die «Union-Brauerei Zürich V» von Emil Cardinaux (1908)

Die «Bavaria-Brauerei» an der Brauerstrasse in Aussersihl wurde 1864 von Joh. H. Zolliker gegründet. Das freistehende Brauereigebäude wurde dazu neu gebaut. (Er war vermutlich ein Verwandter zum Betreiber der Brauerei zum Strohhof und eine in Altstetten.) 1873 wurde die Brauerei von Wilhelm Schübel aus dem Oberamt Oberndorf übernommen und vergrössert. Er war in seiner Vergangenheit einst ein Braumeister in München. Die Brauerei hatte zu diesem Zeitpunkt auch eine eigene Mälzerei. Die Brauerei lieferte etwa drei Hektoliter Bier für seine eigene Wirtschaft und lieferte Bier an 15 weitere Wirtschaften. Wilhelm Schübel war zu Beginn sehr ehrgeizig, bis zu einem Zeitpunkt, als die Familie durch eine grosse Erbschaft der Frau vermögend wurde. Er starb an einem Hirnschlag im Jahr 1889 und seine Frau verkaufte die Brauerei an Karl Stolz, den Sohn eines Brauereibesitzers aus Tuttlingen. Die Brauerei bestand zu diesem Zeitpunkt aus einem Brauereigebäude, einem Kühlschiffgebäude, einem Eiskellergebäude und drei gewölbten Kellern. Unter Wilhelm Schüberl dürfte die Brauerei etwa 3000 Hektoliter Bier pro Jahr produziert haben.
Der neue Besitzer hatte mit Schwierigkeiten zu kämpfen. Er war einerseits wenig wirtschaftlich erfahren und hatte auch Probleme mit der Bierherstellung allgemein. Es folgte schliesslich der Konkurs. Das Geschäft fiel in die Hände eines Fuhrhalters Nievergelt und eines Bäckermeisters Günter und diese verkauften sie an einen Braumeister Wolfinger weiter, der sie aus seinen eigenen Ersparnissen erwarb. Zu dieser Zeit wurde die Brauerei "Volksbrauerei" genannt. 1900 wurde die Brauerei Eigentum von Jos. Mendler und Bernhard Ullmann, einem Hopfenhändler aus München. 1901 war Bernhard Ullmann der alleinige Besitzer. Die Brauerei bekam eine maschinelle Kühlanlage und wurde in «Bavaria-Brauerei» umbenannt. Die Baukrise in Zürich um die Jahrhundertwende, die allen zürcherischen Brauereien zusetzte, machte auch von der «Bavaria-Brauerei» keinen Halt. Erhoffte man sich wenige Jahre vorher noch einen Aufschwung, blieb am Ende bloss die Enttäuschung. Eine Konsolidierung drängte sich auf. Die Brauerei ging 1904 zusammen mit der «Gambrinus-Brauerei» in die «Vereinigten Brauereien Zürich» ein. Noch im gleichen Jahr gingen diese in der «Unionsbrauerei Zürich» auf, die 1908 von der «Aktienbrauerei Zürich» (später «Löwenbräu Zürich») gekauft wurde. Das Fazit der Brauerei ist sehr trübe. Das Bier dieser Brauerei war durch die Zeit nicht sehr beliebt und hat schliesslich allen Betreibern Verluste beschert.

## Umwandlung der gewerblichen zur industriellen Braukultur

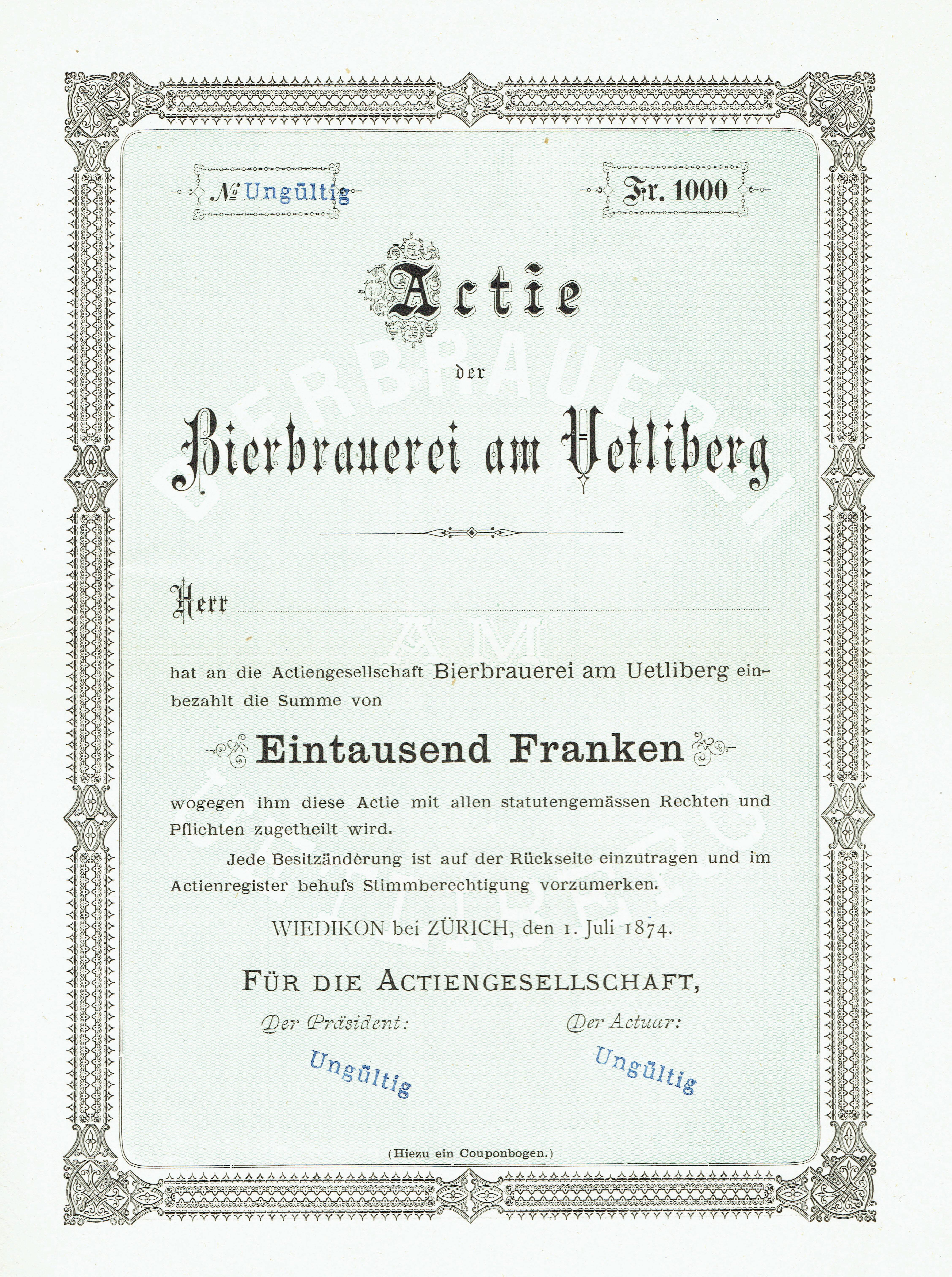
Blankette der Gründeraktie der Bierbrauerei am Uetliberg vom 1. Juli 1874

Das Ende des 19. Jahrhunderts war geprägt vom Übergang der gewerblichen zur industriellen Braukultur. Die später grösste Brauerei der Schweiz, die «Brauerei Hürlimann», verlegte ihren Produktionsstandort 1867 in die Enge. Die «Brauerei Uetliberg», die später die zweitgrösste Brauerei in der Stadt war, wurde 1874 in Betrieb genommen. Weitere Brauereien hatten nur eine kurze Lebensdauer und mussten den Betrieb entweder bald wieder einstellen oder sie wurden von der «Brauerei Hürlimann» oder der «Brauerei Uetliberg» übernommen und stillgelegt. So wurde die «Brauerei an der Neufrankenstrasse» in Aussersihl 1878 eröffnet und musste den Betrieb 1891 nach einem Brand wieder einstellen. Die 1880 eröffnete «Brauerei Seefeld» schloss ihre Tore 1902. Die «Brauerei Haas» in Riesbach wurde 1883 in Betrieb genommen und unter dem Namen «Union-Brauerei» im Jahr 1908 stillgelegt. Die 1885 gegründete «Brauerei Oerlikon» wurde 1905 von der «Brauerei Uetliberg» übernommen und ihr Betrieb eingestellt. Die «Brauerei Tiefenbrunnen» wurde 1890 eröffnet und 1911 von der «Brauerei Uetliberg» und der «Brauerei Hürlimann» gemeinsam übernommen. Ihre Produktionsstätten wurden drei Jahre später geschlossen. 1890 wurde schliesslich die «Actienbrauerei Zürich» (spätere Löwenbräu) gegründet, die ihre Produktionsstätten 1898 im Industriequartier in Betrieb nehmen konnte.

## Die zwei grossen industriellen Brauereien des 20. Jahrhunderts

### Hürlimann

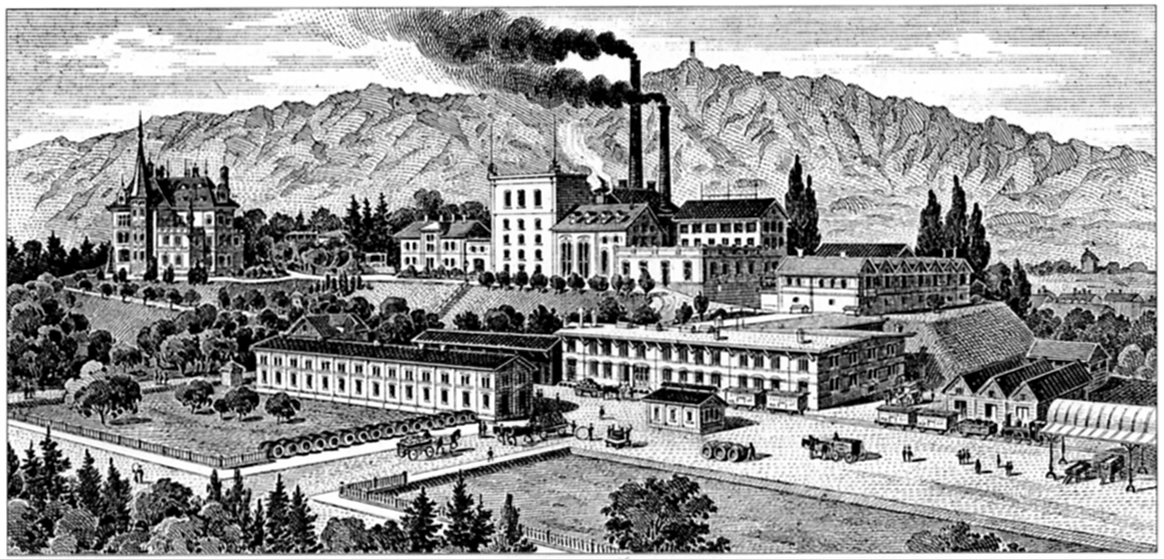
Brauerei Hürlimann um ca. 1900

Hans Heinrich Hürlimann gründete 1836 die Brauerei Hürlimann in Feldbach. 1866 wurde die Brauerei in die damalige Gemeinde Enge bei Zürich verlegt und 1867 in Betrieb genommen. 1880 wurde die Hürlimann-Brauerei zur grössten in der Schweiz und begann, viele Konkurrenten aufzukaufen und zu integrieren. Seit der Eingemeindung von Enge in die Stadt Zürich 1893 war Hürlimann ein Stadtzürcher Bier. 1921 kaufte die Hürlimann die zweitgrösste Brauerei der Stadt, die «Brauerei Uetliberg». 1923 wurden die Produktionsstätten der «Brauerei Uetliberg» stillgelegt. Dank des Bierkartells seit 1935 konnte der Konkurrenzdruck entschärft werden und die Regionen in der Schweiz wurden unter den Brauereien aufgeteilt. 1984 konnte Hürlimann den grossen Konkurrenten Löwenbräu aufkaufen. 1989 wurde die Firma in eine Holding umgewandelt und die ehemalige Brauereifamilie Hürlimann zog sich aus dem Geschäft zurück. Seit Mitte der 1960er Jahre wurde das Bierkartell durch den Detailisten Karl Schweri und seiner Discountkette Denner bekämpft. Durch das Zusammenbrechen des Bierkartells 1991 veränderte sich die Konkurrenzsituation wieder stark und die Brauereien mussten sich auf dem heimischen Biermarkt von ausländischen Biersorten konkurrenzieren lassen. Dazu kam, dass die alten traditionsreichen Schweizer Marken ein verstaubtes Image genossen und der Konsum von Bier in der Schweiz generell abnahm. 1996 wurde die Hürlimann von Feldschlösschen aufgekauft und 1997 stillgelegt. 2000 ging die Feldschlösschen dann an die dänischen Carlsberg Brauereigruppe über.

### Löwenbräu

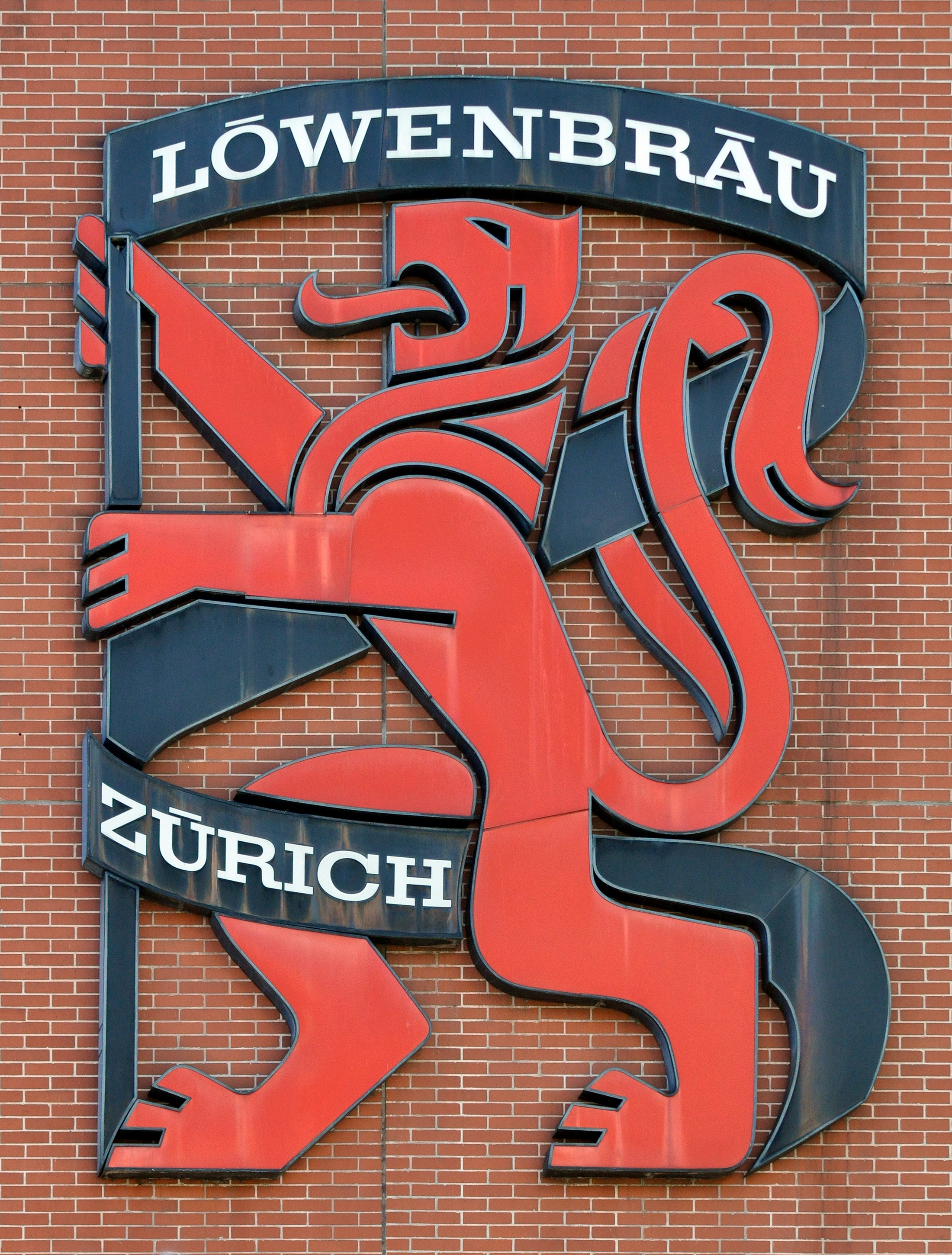
Logo der Löwenbräu Zürich AG

Die Löwenbräu ist geschichtlich von einer Firma «Wald-Feldbach» hervorgegangen. Die Firma «Wald-Feldbach» wurde 1890 unter der Führung des Zürcher Bankiers Kugler-Borsinger mit einem Aktienkapital von 1,2 Mio. Franken gegründet. Sie ging aus der Fusion von der «Brauerei Felsenkeller» bei Wald ZH und der «Brauerei Feldbach» in Hombrechtikon hervor. Der Besitzer (Otto Oberholzer) der «Brauerei Felsenkeller» trat zurück und der Besitzer der «Brauerei Feldbach» (Wilhelm Funk) wurde Direktor. Der Betrieb der «Brauerei Feldbach» wurde 1892 eingestellt und die Produktion des Biers für die Kunden in Feldbach musste die «Brauerei Felsenkeller» übernehmen. Am 30. Januar 1897 wurde entschieden, eine neue Brauerei im Industriequartier in Zürich zu eröffnen und änderte den Namen der Firma «Wald-Feldbach» in «Aktien-Brauerei Zürich». Die Produktion begann im März 1898 noch vor der kompletten Fertigstellung der neuen Betriebstätte mit Gleisanschluss im Sommer 1898. Die Liegenschaften in Wald ZH und Feldbach wurden der neugegründeten «Aktien-Brauerei Wald» verkauft. 1911 produzierte die Brauerei bereits 76'000 Hektoliter Bier. Nach der Übernahme der Kleinbrauerei Löwenbräu in Dietikon im Jahr 1925 änderte die Firma den Namen in Löwenbräu Zürich AG. 1930 betrug die produzierte Menge 121'000 Hektoliter Bier. Die Kriegsjahre führten zu einem Rückgang der Produktionsmenge und erst Ende der 1960er Jahre konnte die Firma einen neuen Produktionshöchststand erreichen. 1979 begab sich die Löwenbräu auf den amerikanischen Markt und konnte 1982/1983 knapp 11'000 Hektoliter «Swiss Beer» in die USA exportieren. 1984 wurde die Firma von Hürlimann gekauft.

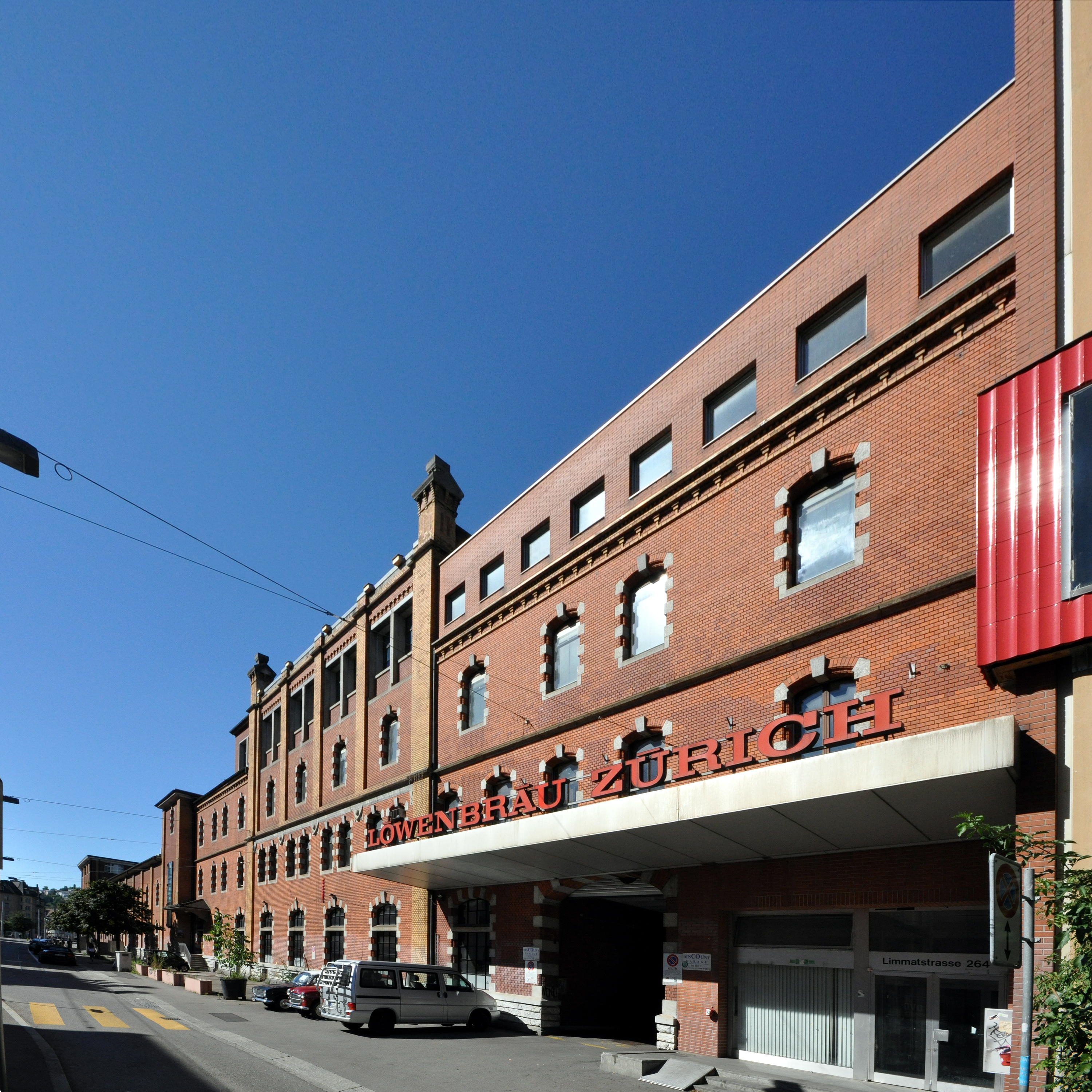
Das denkmalgeschützte Gebäude von 1897 der Löwenbräu, welches heute als Raum für Kulturelles bietet und das Migros Museum für Gegenwartskunst und das Lokal Säulenhalle beinhaltet
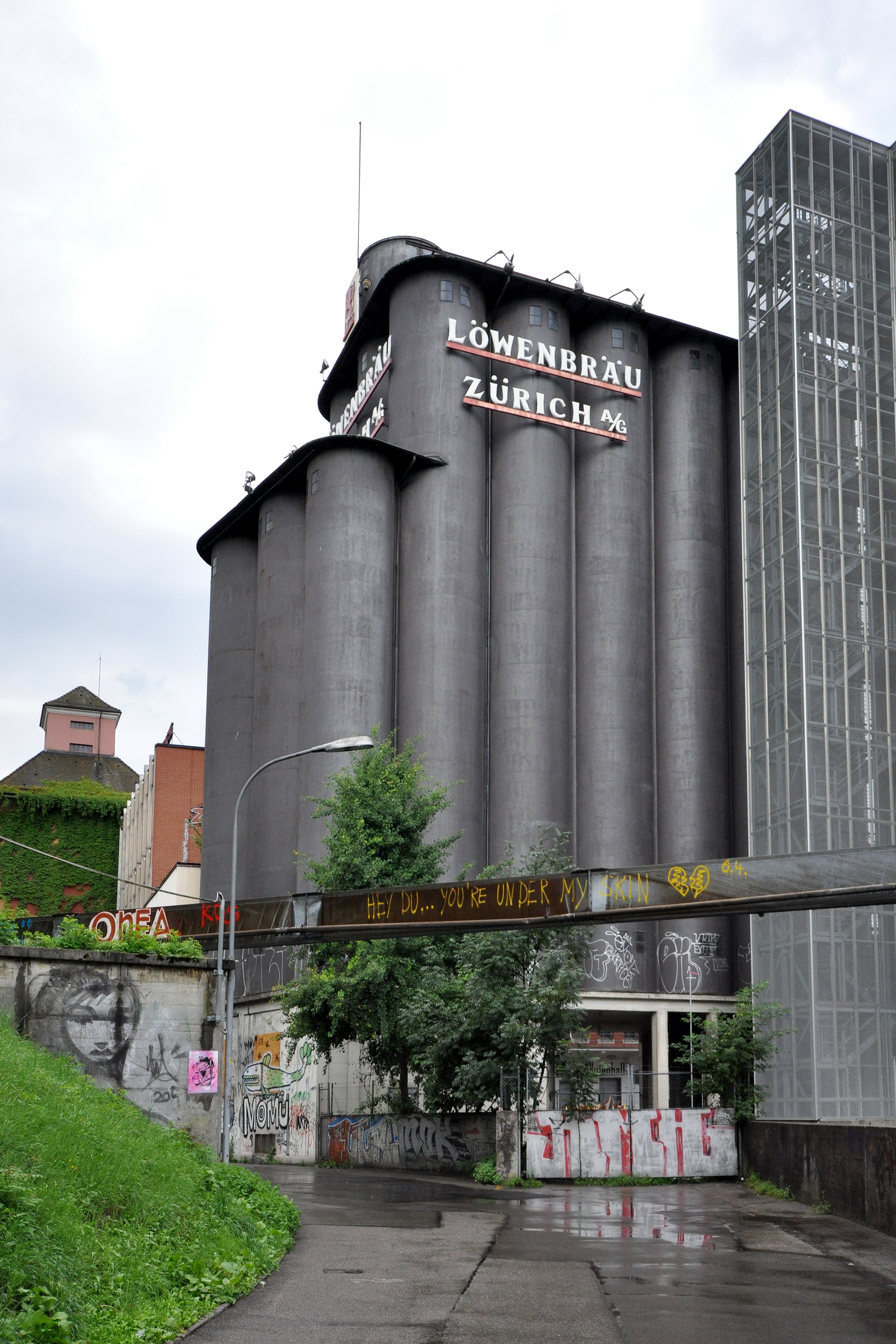
Tanks der ehemaligen Brauerei

## Eine Auswahl heutiger Kleinbrauereien nach dem Niedergang der grossen Brauereien

### Amboss

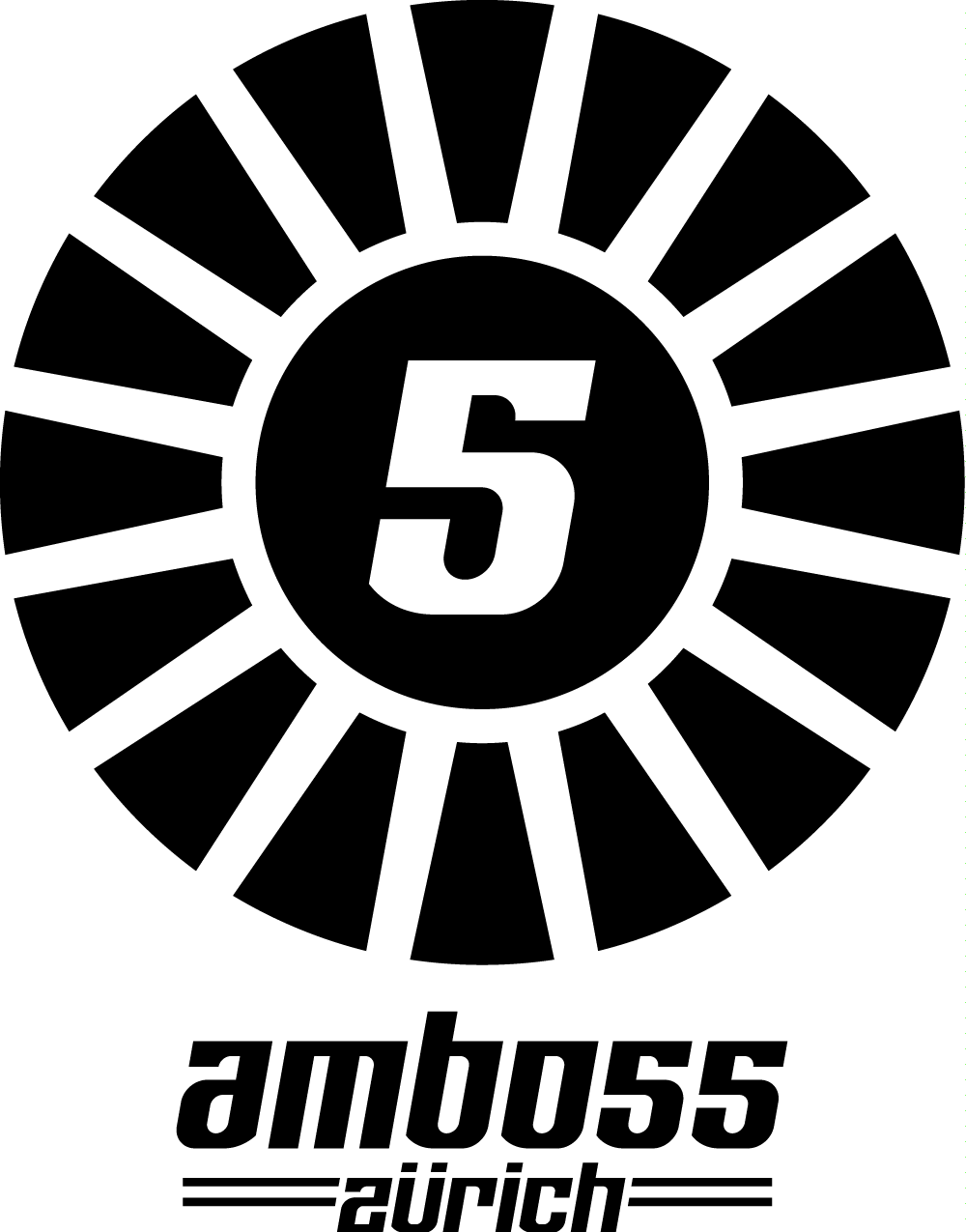
Logo der Amboss Zürich AG

Amboss ist eine Zürcher Biermarke, welche seit den frühen 2000er Jahren handwerklich gebrautes Bier herstellt und stark in der Zürcher Braukultur verwurzelt ist. Die Marke wurde ursprünglich von Mischa Gubler und Pascal Stübi entwickelt. Der Name «Amboss» entstand in den frühen Hobbytagen des Unternehmens als Symbol für die handwerkliche Braukunst. Das Firmenlogo, eine Sonne, dient als positives Erkennungszeichen der Marke und verweist auf den Kreis 5, in dem das Unternehmen seine Wurzeln hat.
Die Geschichte von Amboss Bier reicht zurück ins Jahr 2000, als Mischa Gubler, gemeinsam mit Pascal Stübi, als Hobby am Wochenende im Wipkinger Viadukt im Zürcher Kreis 5 zu brauen begann. Gubler, der als Braumeister fungierte und sich in seiner Jugend intensiv mit belgischen Brauereien und ihrer handwerklichen Braukunst befasst hatte, entwickelte als erstes das «Amboss Amber». Aufgrund der stark wachsenden Nachfrage gründeten sie im Jahre 2003 die Firma Masslos GmbH und produzierten das erste Mal im professionellen Massstab. Dafür konnte die Brauanlage der ehemaligen Brauerei "Back & Brau", zwecks höherer Auslastung, mitbenutzt werden. 
Aufgrund steigender Nachfrage und eingeschränkter Produktionskapazitäten in Zürich entschied sich Amboss im Jahre 2005, die Bierproduktion in die Brauerei Baar zu verlagern. Hier wurde das Bier auch das erste Mal in Flaschen abgefüllt. Diese erste Flaschenlieferung wurde im Zürcher Club Mascotte feierlich präsentiert. Die Entscheidung, nach Baar zu wechseln, wurde auch hinsichtlich der äusserst schwierigen finanziellen Lage von Back & Brau getroffen, welche schließlich kurz darauf Insolvenz anmelden musste. 
Unter anderem um die hohen Qualitätsstandards und die ursprünglichen Rezepturen einzuhalten kooperiert Amboss für die Produktion seiner Biere bis heute mit der Brauerei Baar. Dennoch bleibt das Ziel bestehen, wieder eine eigene Brauerei in Zürich zu betreiben. So plant Amboss, innerhalb der nächsten vier bis fünf Jahre eine eigene Produktionsstätte aufzubauen, welche entweder aus eigenen Mitteln oder durch den Verkauf von Unternehmensanteilen finanziert werden soll. Neben der Bierproduktion betreibt Amboss seit 2005 auch eine Kaffeerösterei, deren Laden Café Noir sich in Zürich etabliert hat, sowie die Amboss Rampe. Sie ist Bar, Restaurant, Club und Kulturhaus in einem.
Amboss Bier produziert heute folgende Hauptprodukte:
- Amboss Amber: Ein malzbetontes, amberfarbenes Bier. Das ursprünglich erste Produkt der Marke.
- Amboss Blonde: Ein leichtes, süffiges Bier, das seit 2005 im Sortiment ist.
- Amboss Weizen: Ein traditionelles Weizenbier, eingeführt im Jahr 2007.
- Amboss Spez: Ein stärker gehopftes Bier, welches 2012 ins Sortiment aufgenommen wurde.
- Amboss Libero: Ein alkoholfreies Bier, das seit 2023 im Sortiment ist.

### "Gottfried"

"Gottfried" Beer Bottle

"Gottfried" ist das Bier der Brauerei Rother Ackerstein, gegründet im Gebiet "Zum roten Ackerstein" (Höngg/Wipkingen) von den Gebrüdern Martin und Michael Leibacher in Zürich. Seit 2016 brauen die beiden Weinbauern-Söhne hochwertige Biere unter dem Namen "Gottfried". Die Brauerei befindet sich nach Standorten in Wipkingen und Altstetten seit Anfang 2018 am Berninaplatz 2. Gebraut wird mit einer 500-Liter-Anlage. Zu den Spezialitäten gehören "Gottfried" frisch (Lager), "Gottfried" fröhlich (Golden Lager), "Gottfried" wunderbar (Red Ale), "Gottfried" prächtig (IPA).
Der Name "Gottfried" ist angelehnt an den grossen Zürcher Schriftsteller Gottfried Keller. Sein Zitat "Alles grosse und edle ist einfacher Art" dient der Brauerei als Leitmotiv.

### Hirnibräu
Hirnibräu wurde 1997 von Braumeister Andreas Aemmer und seinem Assistenten Patrik Schöb gegründet. Zuerst brauten sie in ihrer eigenen Wohnung und tüftelten an der Rezeptur. Heute kann das Bier per Internet bestellt werden.

### Linde Oberstrass
Das Gasthaus Linde Oberstrass braut in einer kleinen Brauerei in einem Seitentrakt des Restaurants einige eigene Biere. Dazu zählen: Linde-Huusbier, Linde Pils sowie diverse Saisonbiere. Es wird auf traditionelle Art und stets nur in kleinen Mengen gebraut.

### Steinfels
In den Räumlichkeiten des ehemaligen «Back & Brau» betreibt das Steinfels-Restaurant seit September 2007 eine eigene Hausbrauerei. Grossflächige Schaufenster geben teilweisen Einblick aus dem Restaurantbereich in die Brauerei. Das sogenannte «Züri-West Bier» wird hier traditionell in den vier Bier-Variationen Lager, Pils, Weizen und einer saisonalen Spezialität gebraut. Neben dem Ausschank im Restaurant wird es dort ebenfalls in Flaschen zur Mitnahme, also Take-Away, verkauft.

### sBier
sBier ist ein Erzeugnbis der CM Bräu GmbH und wird im Quartier Seefeld hergestellt. sBier ist naturtrüb, wird vor der Abfüllung in die Flaschen leicht filtriert und hat je nach Gärprozess zwischen 4,7 und 5,2 % Alkohol.

### TurbinenBräu

Logo der Turbinenbräu

Die TurbinenBräu wurde als Reaktion auf die Konsolidierung des Schweizer Biermarkts in den 1980er und 1990er Jahren und die Schliessung der zwei grossen Zürcher Brauereien von ehemaligen Hürlimann-Brauern gegründet. 1984 wurde Löwenbräu durch Hürlimann übernommen und geschlossen. Hürlimann wurde 1996 an Feldschlösschen verkauft und 1997 stillgelegt, womit die letzte Brauerei auf Stadtzürcher Boden verschwand.
Lebensmittelingenieur Adrien Weber und zwei weitere, später ausgestiegene Partner gründeten 1997 die TurbinenBräu mit Startkapital, das von der Alternativen Bank Schweiz zur Verfügung gestellt wurde. Die Bank sah in der Brauerei eine mögliche zukünftige Referenz, da sich die Kundschaft der Bank mit derjenigen der Brauerei zu etwa 40 Prozent überschnitt. Das Startkapital betrug 250'000 Franken. 2002 wurde das Aktienkapital jedoch auf 1.851 Millionen Franken erhöht.
Die TurbinenBräu produzierte anfangs im Industriequartier an der Pfingstweidstrasse 6 neben den Produktionshallen für Turbinen der ehemaligen Escher Wyss AG. Aus dieser Zeit stammt der Name. Wegen des starken Wachstums erfolgte im Herbst 2002 der Umzug in grössere Hallen an der Badenerstrasse. In den Ausbau dieser Hallen wurden etwa sieben Millionen Franken investiert.

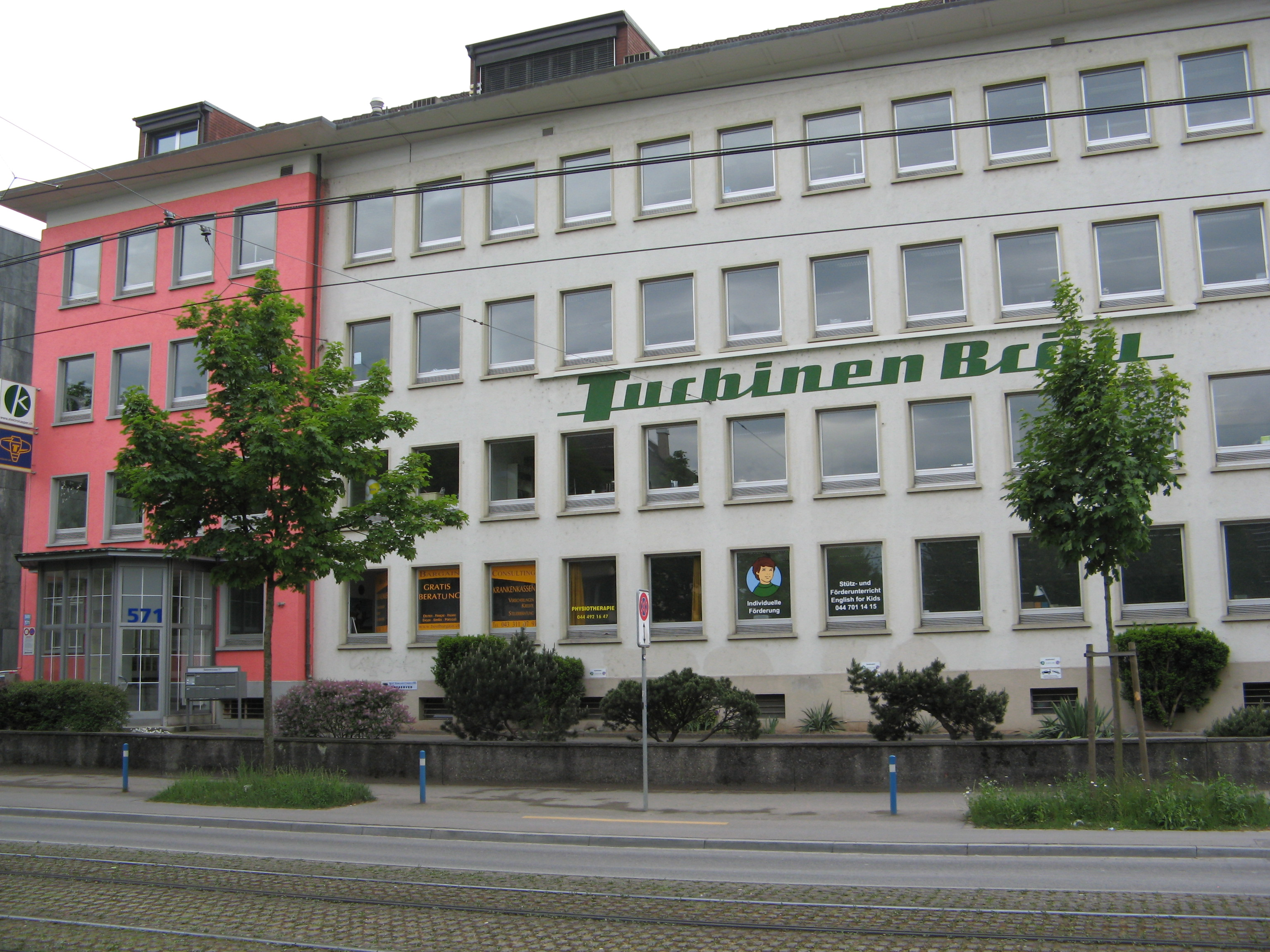
Die Brauerei an der Badenerstrasse

Die Brauerei stellt im Standardsortiment vier Biere her, drei davon haben mit dem Fahrradsport assoziierte Namen und Etiketten. Der Verwaltungsratspräsident Adrien Weber ist ein grosser Radsportfan:
- Goldsprint (auch nur «Sprint» genannt) ist ein untergärig gebrautes Gerstenbier. Der Name bezieht sich auf das von Weber ins Leben gerufene Fahrradergometer-Rennen.
- Start ist ein obergärig gebrautes Hefeweizenbier
- Rekord ist ein untergäriges, dunkles Malzbier
- Orion ist ein India Pale Ale

Darüber hinaus werden auch saisonale Spezialitäten gebraut, welche teils unter eigenen Namen ("Taifun", "Rodler") oder unter dem Namen "Club-Bier" verkauft werden.
Seit der Gründung bis 2003 nahm der Umsatz fast linear jährlich um etwa 200'000 Franken zu und widersprach so dem allgemeinen Rückgangstrend in der schweizerischen Bierbranche. 2003 produzierte die TurbinenBräu 6600 Hektoliter Bier, davon 48 Prozent abgefüllt in Mehrwegflaschen und 52 Prozent in Fässer. Zwei Drittel der Kundschaft waren Bars und Restaurants und ein Drittel Privathaushalte. 2008 produzierte die Brauerei 14'000 Hektoliter Bier bei einem Umsatz von 2,9 Millionen und einem Gewinn von 41'000 Schweizer Franken.
Sie ist heute die grösste Brauerei im Kanton. Das Unternehmen gehört heute mehrheitlich den Gründern und etwa 400 Kleinaktionären.

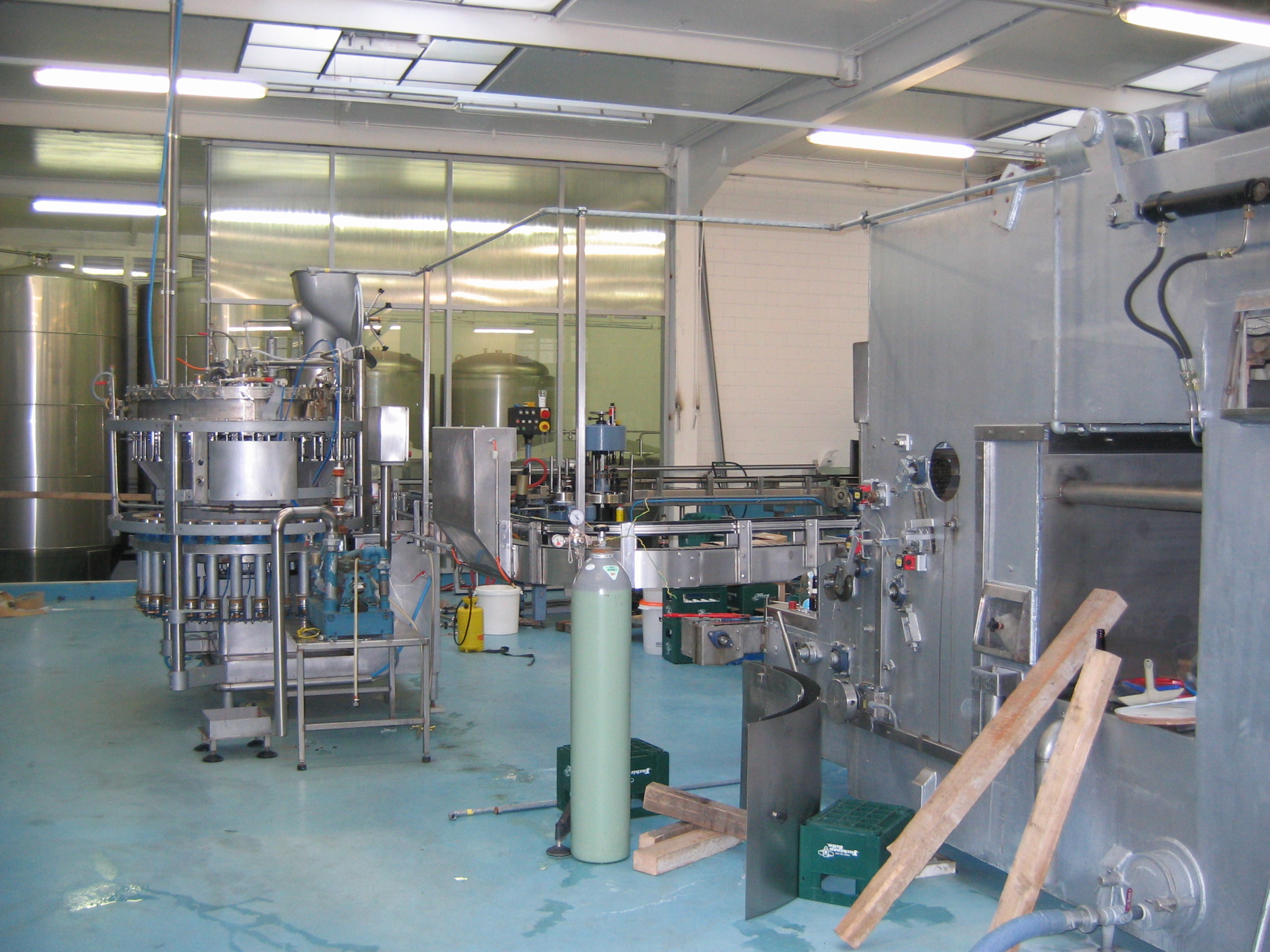
Räumlichkeiten der Badenerstrasse
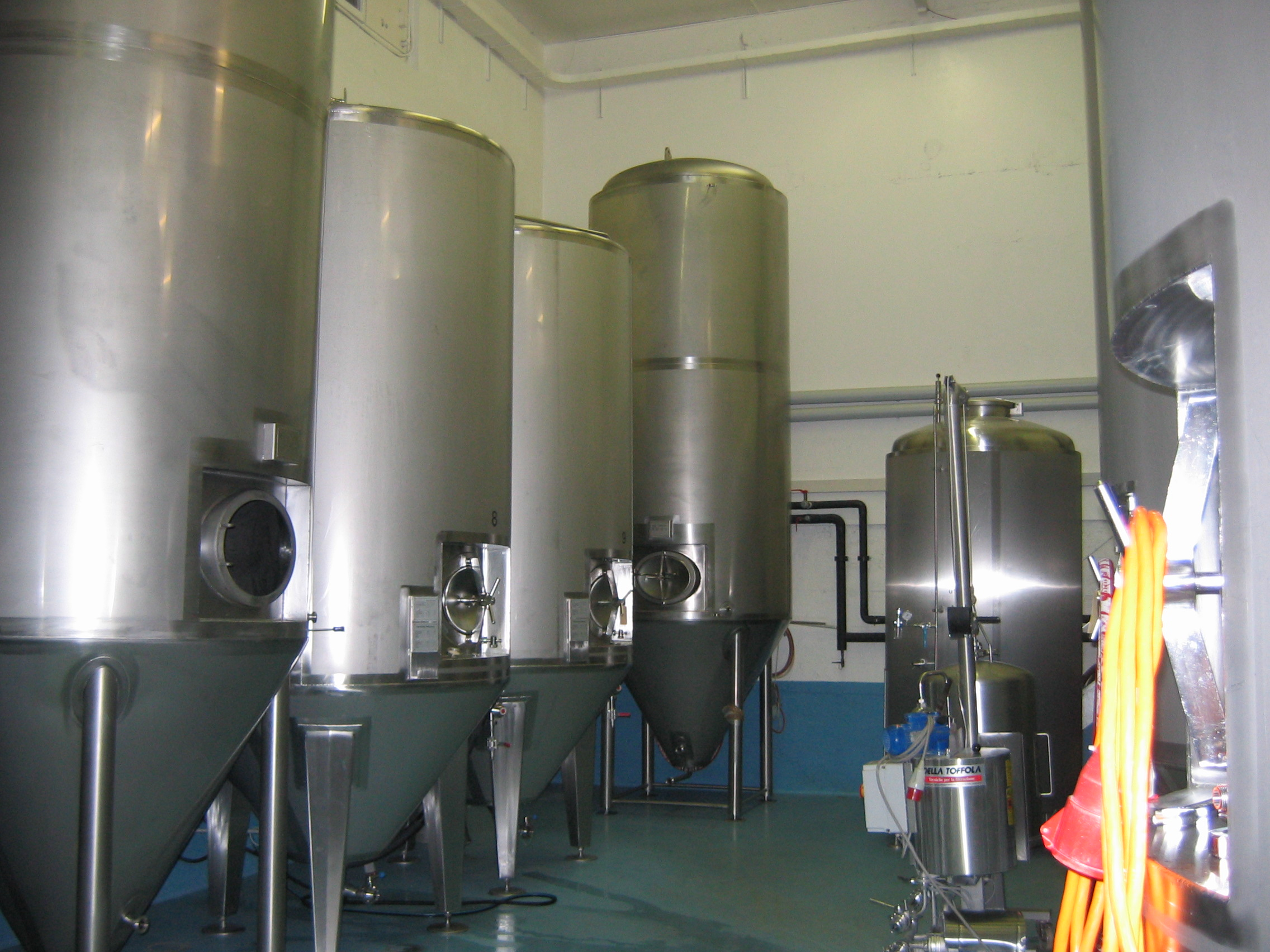
Gärungstanks
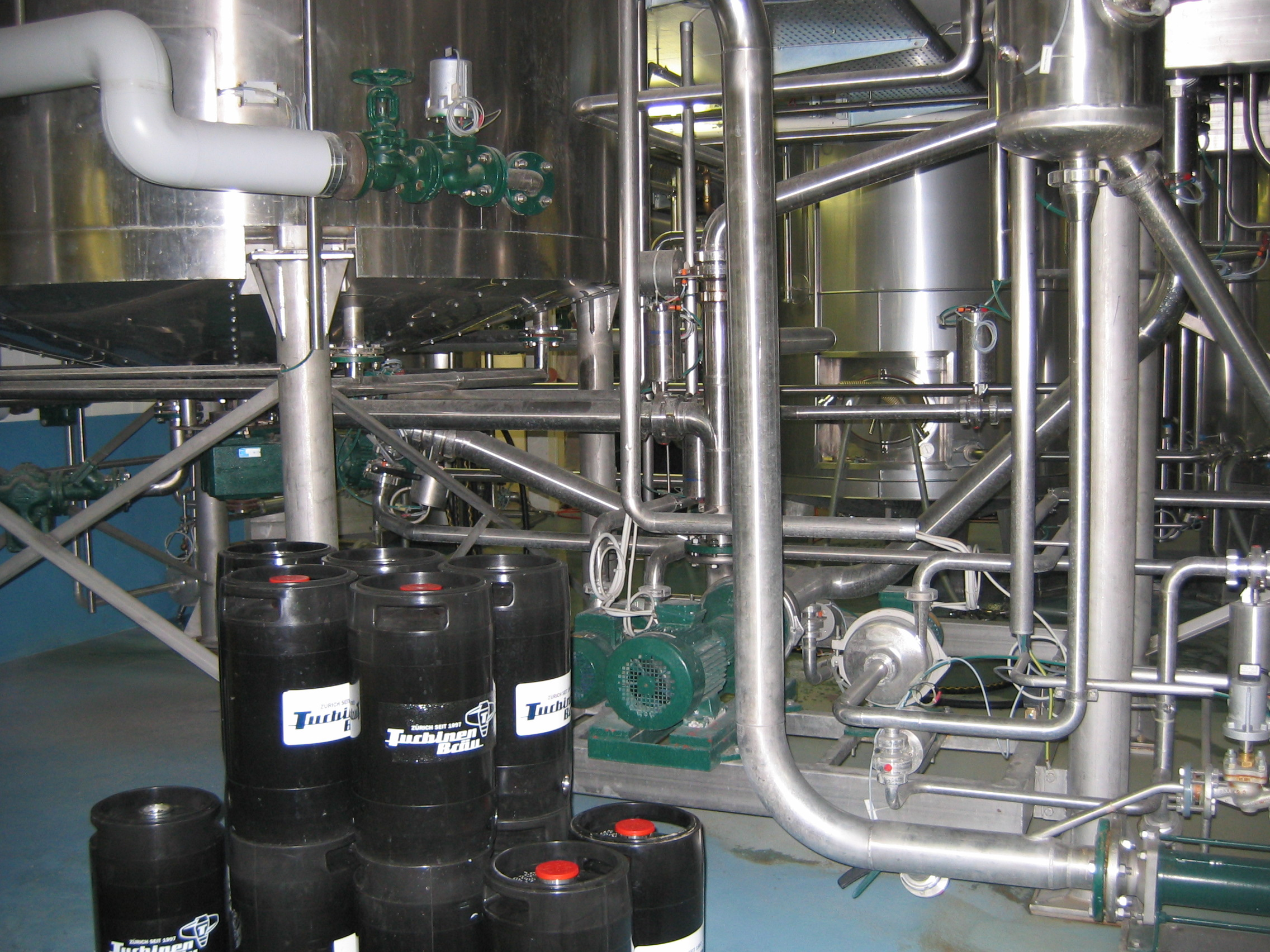
Abfüllanlage